# Autoroute A585 (France)
L'autoroute A585, appelée Antenne de Digne-les-Bains, était un projet d'autoroute français abandonné en 2012. Elle devait relier Digne-les-Bains à l'autoroute A51 au niveau de Château-Arnoux-Saint-Auban.